# Арблад-ле-О
Арбла́д-ле-О (фр. Arblade-le-Haut) — коммуна во Франции, находится в регионе Юг — Пиренеи. Департамент — Жер. Входит в состав кантона Ногаро. Округ коммуны — Кондом.
Код INSEE коммуны — 32005.

## География
Коммуна расположена приблизительно в 600 км к югу от Парижа, в 125 км западнее Тулузы, в 55 км к западу от Оша.

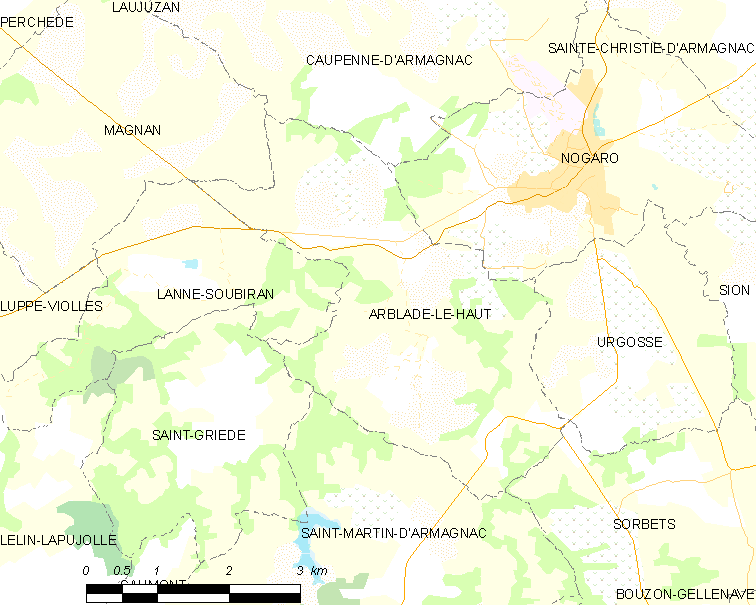
Карта коммуны

## Климат
Климат умеренно-океанический. Лето жаркое и немного дождливое, температура часто превышает 35 °С. Зимой часто бывает отрицательная температура и ночные заморозки. Годовое количество осадков — 700—900 мм.

## Население
Население коммуны на 2010 год составляло 285 человек.
| 1962 | 1968 | 1975 | 1982 | 1990 | 1999 | 2010 |
| ---- | ---- | ---- | ---- | ---- | ---- | ---- |
| 262  | 246  | 225  | 261  | 260  | 275  | 285  |

## Администрация
| Период | Период | Фамилия         | Партия       | Примечания |
| ------ | ------ | --------------- | ------------ | ---------- |
| 2001   | 2020   | Жан-Мари Веррье | Разные левые |            |

## Экономика
В 2010 году среди 190 человек трудоспособного возраста (15-64 лет) 141 были экономически активными, 49 — неактивными (показатель активности — 74,2 %, в 1999 году было 76,7 %). Из 141 активных жителей работали 136 человек (70 мужчин и 66 женщин), безработных было 5 (1 мужчина и 4 женщины). Среди 49 неактивных 18 человек были учениками или студентами, 21 — пенсионерами, 10 были неактивными по другим причинам.

## Достопримечательности
- Церковь св. Луперка. Восстановлена в XIII веке в готическом стиле. Исторический памятник с 1974 года[4]
- Церковь Св. Петра